# Juristenmonopol
Als Juristenmonopol (auch Juristenprivileg genannt) bezeichnet man in Deutschland eine relativ starke Vertretung von Personen mit Befähigung zum Richteramt (Volljuristen) in staatlichen Führungspositionen in der Laufbahn des höheren nichttechnischen Verwaltungsdienstes.
Es handelt sich um kein echtes Monopol. Die historisch gewachsene Praxis stammt noch aus den Zeiten, in denen sowohl die akademische Ausbildung als auch die staatliche Tätigkeit noch weniger ausdifferenziert war.
Nach der Konstanzer Elitestudie von 2005 sind 60,8 Prozent aller Führungskräfte der obersten deutschen Bundesbehörden und nachgeordneter Bereiche Juristen, wobei sich deren Anteil im Vergleich zu 1987 nur um 1,8 Prozentpunkte vermindert hatte. Mit weitem Abstand die nächstgrößte Gruppe sind die Wirtschaftswissenschaftler (13,3 Prozent gegenüber 17,7 Prozent im Jahr 1987) und die Naturwissenschaftler (9,2 Prozent). In die Studie wurden aus der politischen Sphäre die Bundesminister, die Parlamentarischen Staatssekretäre und alle Mitglieder des Deutschen Bundestages aufgenommen. Zur Verwaltungselite wurden die (beamteten) Staatssekretäre, Abteilungsleiter und Unterabteilungsleiter der Bundesministerien gezählt.
Das sog. Juristenmonopol hat seine Entsprechung in den Führungen großer Unternehmen, für die ebenfalls vorzugsweise Juristen rekrutiert wurden und in abnehmendem Maße noch werden.
Der Soziologe Ralf Dahrendorf vertrat die Auffassung, je wichtiger die Führungspositionen seien, desto größer sei die Wahrscheinlichkeit, dass sie von Juristen besetzt werden würden. Gerade durch fehlende fachliche Festlegung könne man zum „Experten für das Allgemeine, zum Mann an der Spitze werden“. In den juristischen Fakultäten werde eine Elite ausgebildet wie in den Public Schools und den Grande Écoles.
Als Argument wird auch die Notwendigkeit genannt, mit Gesetzen umgehen zu können. So bestimmt beispielsweise das Gesetz über den Rechnungshof des Landes Brandenburg, dass ein Drittel seiner Mitglieder, darunter der Präsident oder Vizepräsident, die Befähigung zum Richteramt haben müssen. Behörden können vor Gerichten, bei denen Anwaltszwang besteht, nur durch eine Person mit Befähigung zum Richteramt vertreten werden. Allerdings sind umfassende juristische Kenntnisse nicht in allen Ämtern des höheren Dienstes notwendig. Deshalb sind die technischen Bereiche von Ingenieuren, Physikern und Chemikern geprägt. Auch in Hochschulen und Schulen sind Juristen nur für speziell juristische Aufgaben beschäftigt.